# Quái kiệt thất thế
Quái kiệt thất thế (tựa gốc: The Losers) là một phim hành động hài của Mỹ năm 2010, chuyển thể từ loạt truyện tranh cùng tên của Vertigo của Andy Diggle và Jock. Do Sylvain White đạo diễn, phim có sự góp mặt của dàn diễn viên như Idris Elba, Chris Evans, Zoe Saldana và Jeffrey Dean Morgan.